# Carl Ferdinand Degen
Carl Ferdinand Degen, född 1 november 1766 i Braunschweig, Tyskland, död den 8 april 1825 i Köpenhamn, var en dansk matematiker. Han var lärare i matematik för prins Kristian, senare kung Kristian VIII, och från 1814 professor i matematik i Köpenhamn. Degen var den som införde studiet av den högre matematiken i Danmark. Hans viktigaste matematiska bidrag låg inom talteorin och han gav den unge blivande norske matematikern Niels Henrik Abel råd på ett avgörande sätt. Degen har fått mycket av äran för införandet av mer modern och avancerad matematik i det dåvarande dansk-norska skolsystemet.

## Biografi
Degen flyttade med sin familj till Köpenhamn 1771 då hans far Johan Philip Degen fick en tjänst i Kungliga Kapellet. Som musiker hade han låg lön, men sonen Carl Ferdinand fick ett stipendium för att kunna gå i skola i Helsingör. Han tog examen därifrån 1783 och fortsatte att studera vid Köpenhamns universitet. Istället för att följa den normala studiegången följde den unge Degen sina egna intressen och läste klassiska språk, filosofi, naturvetenskap och i synnerhet matematik. När universitetet 1792 för första gången utlyste en uppsatstävling inom flera olika områden med en prispremie på 40 riksdaler i varje, vann Degen priset både i teologi och i matematik. Han behärskade då flytande latin, grekiska och hebreiska, var väl förtrogen med romanska och germanska språk och kunde läsa ryska och polska. Under denna period var han lärare i matematik för den unge prinsen som senare blev kung Christian VIII av Danmark. År 1798 blev Degen doktor i filosofi baserat på en avhandling om Kants filosofi och valdes in i Kungliga Danska Vetenskapsakademien 1800.
När Niels Henrik Abel som student besökte Degen i Köpenhamn beskrev han honom som väldigt vänlig, men lite märklig, med ett stort, privat bibliotek. Degen stannade vid universitetet till sin död 1825. Han fick inte uppleva den stora berömmelse som den unge Abel kort därefter fick genom sin upptäckt av elliptiska funktioner som Degen hade uppmuntrat. Han är begravd på Assistens Kirkegård på Nørrebro i Köpenhamn.  

## Akademisk karriär
År 1802 fick Degen sin första akademiska position som huvudlärare i matematik och fysik vid Odense katedralskola. Efter några år där utnämndes han till huvudlärare vid motsvarande skola i Viborg. Där stannade han till 1814 då han blev professor i matematik vid Köpenhamns universitet. Även om hans föreläsningar inte var så välorganiserade, var han omtyckt av sina elever och införde ny och modernare matematik i sina kurser. Samtidigt drev han egen forskning och publicerade resultat i många olika kanaler. Allt detta gjorde honom till den mest uppskattade matematikern i Skandinavien på den tiden.

## Vetenskapligt arbete
Degen arbetade inom många grenar av dåvarande modern matematik. De flesta av hans bidrag hade att göra med problem inom talteorin, men han skrev också uppsatser om geometri och mekanik.

### Pells ekvation
År 1817 fick Degen tryckt sitt stora arbete om de grundläggande lösningarna (x, y) av Pells ekvation x2 – ny2 = 1 där n är ett positivt heltal. Euler hade tidigare visat att dessa kunde beräknas systematiskt med hjälp av fortsatta fraktioner. Degen använde denna metod och presenterade heltalslösningar för alla n <1000. Samma beräkningar gav också ungefärliga, men mycket exakta rationella resultat för kvadratroten ur n. Dessutom hittade han även lösningar av ekvationen med −1 på höger sida för n-värdena när de fanns. Dessa tabeller med numeriska resultat blev under de följande åren en standardreferens för Pell-ekvationen.

### Den åtta-kvadratiska identiteten
Medan hans arbete med Pell-ekvationen kan betraktas som en fortsättning på tidigare bidrag från Euler, Lagrange och Legendre till detta problem, var Degens upptäckt av den åtta-kvadratiska identiteten hans viktigaste och mest ursprungliga upptäckt. Antagligen kom den sig av hans försök att generalisera Pell-ekvationen.
Den två kvadratiska identiteten
{\displaystyle (a^{2}+b^{2})(c^{2}+d^{2})=(ac+bd)^{2}+(ad-bc)^{2}}
hade varit känd från Diofantos tider. I slutet av 1600-talet förklarade det varför normen för produkten av två komplexa tal är lika med produkten av deras normer. Ungefär samtidigt visade Euler att det också finns en liknande fyrkvadratisk identitet. Senare visade den sig vara relaterad till normen för kvaternioner som upptäcktes av William Rowan Hamilton. År 1818 presenterade Degen för Vetenskapsakademien i St. Petersburg där Euler hade arbetat, sin åtta-kvadratiska identitet av exakt samma struktur som de två tidigare identiteterna. Året därpå valdes han in som "korresponderande medlem" i samma akademiska sällskap.
Hans arbete om den åtta-kvadratiska identiteten publicerades först 1822. Nästan trettio år senare återupptäcktes hans identitet av John T. Graves och Arthur Cayley som styrdes av normen för oktonioner. Dessa var en förlängning av Hamiltons kvaternioner. År 1898 bevisade Adolf Hurwitz att sådana identiteter som involverar 2 k kvadrater endast kan existera för k = 0, 1, 2 och 3 .